# Bailleau-l'Évêque
Bailleau-l'Évêque és un municipi francès, situat al departament de l'Eure i Loir i a la regió de Centre – Vall del Loira. L'any 2007 tenia 1.135 habitants.

## Demografia

### Població
El 2007 la població de fet de Bailleau-l'Évêque era de 1.135 persones. Hi havia 411 famílies, de les quals 58 eren unipersonals (23 homes vivint sols i 35 dones vivint soles), 155 parelles sense fills, 190 parelles amb fills i 8 famílies monoparentals amb fills.
La població ha evolucionat segons el següent gràfic:
Habitants censats

### Habitatges
El 2007 hi havia 444 habitatges, 413 eren l'habitatge principal de la família, 12 eren segones residències i 19 estaven desocupats. 439 eren cases i 5 eren apartaments. Dels 413 habitatges principals, 372 estaven ocupats pels seus propietaris, 29 estaven llogats i ocupats pels llogaters i 12 estaven cedits a títol gratuït; 1 tenia una cambra, 5 en tenien dues, 30 en tenien tres, 105 en tenien quatre i 273 en tenien cinc o més. 343 habitatges disposaven pel capbaix d'una plaça de pàrquing. A 127 habitatges hi havia un automòbil i a 274 n'hi havia dos o més.

### Piràmide de població
La piràmide de població per edats i sexe el 2009 era:
| Homes | Edats   | Dones |
| ----- | ------- | ----- |
| 0     | 95 o +  | 0     |
| 0     | 90 a 94 | 0     |
| 8     | 85 a 89 | 0     |
| 4     | 80 a 84 | 4     |
| 20    | 75 a 79 | 24    |
| 8     | 70 a 74 | 24    |
| 12    | 65 a 69 | 24    |
| 28    | 60 a 64 | 12    |
| 20    | 55 a 59 | 12    |
| 56    | 50 a 54 | 44    |
| 60    | 45 a 49 | 68    |
| 64    | 40 a 44 | 40    |
| 44    | 35 a 39 | 40    |
| 16    | 30 a 34 | 24    |
| 24    | 25 a 29 | 4     |
| 40    | 20 a 24 | 20    |
| 40    | 15 a 19 | 52    |
| 44    | 10 a 14 | 28    |
| 24    | 5 a 9   | 12    |
| 16    | 0 a 4   | 8     |

## Economia
El 2007 la població en edat de treballar era de 767 persones, 602 eren actives i 165 eren inactives. De les 602 persones actives 567 estaven ocupades (293 homes i 274 dones) i 37 estaven aturades (22 homes i 15 dones). De les 165 persones inactives 77 estaven jubilades, 48 estaven estudiant i 40 estaven classificades com a «altres inactius».

### Ingressos
El 2009 a Bailleau-l'Évêque hi havia 424 unitats fiscals que integraven 1.193 persones, la mediana anual d'ingressos fiscals per persona era de 21.410 €.

### Activitats econòmiques
Dels 25 establiments que hi havia el 2007, 1 era d'una empresa alimentària, 1 d'una empresa de fabricació d'altres productes industrials, 9 d'empreses de construcció, 5 d'empreses de comerç i reparació d'automòbils, 1 d'una empresa de transport, 1 d'una empresa d'hostatgeria i restauració, 1 d'una empresa financera, 1 d'una empresa immobiliària, 2 d'empreses de serveis, 2 d'entitats de l'administració pública i 1 d'una empresa classificada com a «altres activitats de serveis».
Dels 10 establiments de servei als particulars que hi havia el 2009, 1 era un taller de reparació d'automòbils i de material agrícola, 1 paleta, 3 guixaires pintors, 1 fusteria, 1 lampisteria, 1 electricista, 1 perruqueria i 1 restaurant.
Dels 3 establiments comercials que hi havia el 2009, 1 era una botiga de més de 120 m², 1 una botiga de menys de 120 m² i 1 una sabateria.
L'any 2000 a Bailleau-l'Évêque hi havia 17 explotacions agrícoles que ocupaven un total de 1.488 hectàrees.

## Equipaments sanitaris i escolars
El 2009 hi havia una escola elemental.

## Poblacions més properes
El següent diagrama mostra les poblacions més properes.